# 御室仁和寺駅
御室仁和寺駅（おむろにんなじえき）は、京都府京都市右京区御室小松野町にある、京福電気鉄道北野線の停留場である。駅ナンバリングはB5。

## 歴史
- 1925年（大正14年）11月3日：京都電燈が経営する嵐山電鉄北野線の北野駅（現在の北野白梅町駅） - 高雄口駅（現在の宇多野駅）間の開業に伴い[4]、御室駅（おむろえき）として開業[3][4][5]。
- 1942年（昭和17年）3月2日：路線継承により京福電気鉄道の停留場となる[4][5]。
- 2002年（平成14年）：第三回近畿の駅百選に認定される。
- 2007年（平成19年）3月19日：駅名を御室仁和寺駅に改称[4][5]。

## 停留場構造

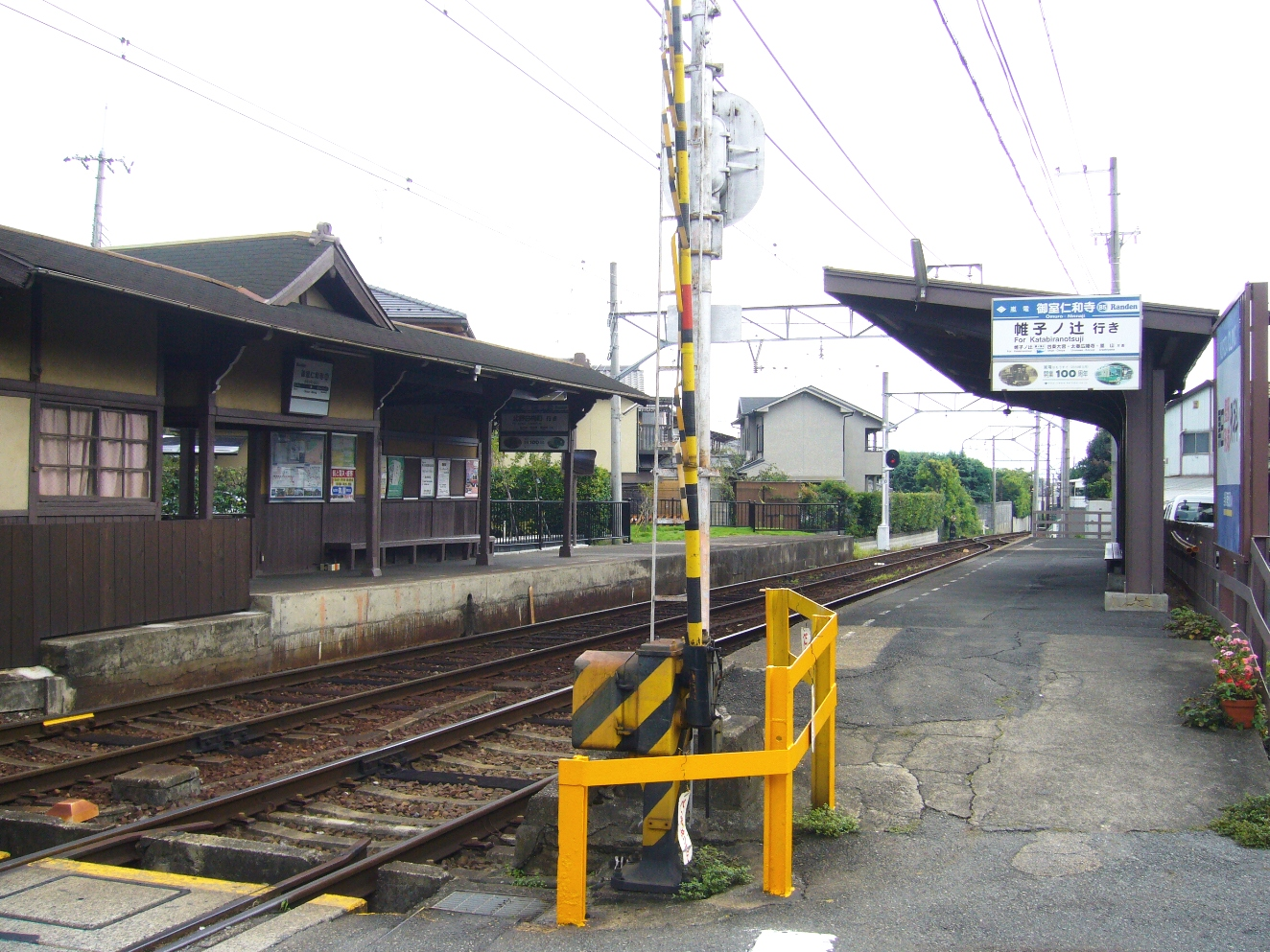
帷子ノ辻方面行ホーム（2007年9月）

相対式ホーム2面2線を有する地上駅で、列車交換が可能となっている。北野白梅町駅方面行きホームにのみ駅舎がある。
駅舎には改札口や出札口もあるが、現在は無人駅であり通常は使用されていないが、仁和寺の「さくらまつり」の時期など、特に混雑が予想される場合は集札業務を行うこともある。この場合、改札口にスルッとKANSAI用のカード読み取り機が設置される。
なお、出札口は「のりばご案内」の掲示板で塞がれている。駅舎正面に掲げられた額には御室仁和寺駅に改称になったあとも「驛室御」と旧字体・右横書きの旧駅名が掲げられたままである。

## 停留場周辺
その名のとおり世界遺産仁和寺の最寄り停留場であり、駅前から仁和寺の山門である二王門が見える。
- 仁和寺[3]
- 京都市立御室小学校[9]
- 京都市立双ヶ丘中学校

### バスのりば
「御室仁和寺」停留所
北に200メートルほど歩いたところにある仁和寺の山門前にある。
- 京都市営バス：10・26[7]・59系統[7]
- 西日本ジェイアールバス：高雄・京北線

備考
- かつては「京福御室駅前」停留所があり、京都バスの84系統（「京都駅前 → 京福御室駅前」間の片道のみ）が土曜・休日に1本だけ運行されたが、2008年（平成20年）3月29日のダイヤ改正で廃止された。

## ロケ地となった作品
映画
- 嵐電（2019年）[10]

テレビドラマ
- オードリー（2000年、連続テレビ小説）

- 恐怖新聞（2020年、東海テレビ・オトナの土ドラ）[11]
- 薔薇王(1989年、金田一耕助シリーズ)

## 隣の停留場
京福電気鉄道
■北野線
妙心寺駅 (B6) - 御室仁和寺駅 (B5) - 宇多野駅 (B4)
- 括弧内は駅番号を示す。